# Банатска Црна Гора
Банатска Црна Гора је историјска област у данашњем румунском Банату, источно од Темишвара. Пар малих српских села у овој области представљају најисточније положена српска насеља у Банату.

## Историјат
Банатска Црна Гора је име српског порекла. Радич Божић, српски средњовековни велможа, је добио поседе у Банатској Црној Гори.
Банатска Црна Гора је имала изузетно велики значај током турске владавине Банатом у 16. и 17. веку, када је овде живео знатан број Срба. Међутим, током 18. и 19. века, услед силаска Румуна са Карпата, овај део српског живља остао је одсечен од бројне српске заједнице у равничарском делу Баната.

## Становништво
Област је насељена православним Србима, који и даље говоре српски језик на посебном дијалекту. Павле Ивић (1924–1999) је проучавао говор месних Срба.

## Насеља са српском заједницом
Матична насеља:
- Лукаревац - српска мањина,
- Краљевац - српска већина,
- Петрово Село - српска већина,
- Рекаш - српска мањина,
- Станчево - српска већина,
- Хрњаково - српска мањина.

Заједнице настале скорашњим досељавањем Срба:
- Велики Тополовац - српска мањина,
- Извин - српска мањина,